# 赛克勒奖
赛克勒奖（英語：Sackler Prize）是赛克勒家族设立的科学奖项，由特拉维夫大学负责颁发，主要奖励物理学、化学、生物物理学、音乐作曲方面杰出青年学者。
由于赛克勒家族臭名昭著，此奖被认为是有意洗白其名誉。2023年赛克勒家族名字已经被特拉维夫大学医学院抹除。

## 部分华人获奖者
国际物理学奖
- 2003年，谢晓亮
- 2013年，余金权
- 2014年，祁晓亮 & 傅亮

国际生物物理学奖
- 2010年：施一公
- 2011年，庄小威
- 2015年，颜宁